# ダンジョンランド
『ダンジョンランド』は、エニックス（現スクウェア・エニックス）から発売された、ゲームボーイ用ボードゲーム。 発売日は1992年12月15日。エニックスのゲームボーイ参入第1弾ソフトである。

## ゲーム内容

### システム
ゲームは、縦10マス、横10マスの正方形の『?』型のブロックで覆われたフィールドを、主人公と敵であるモンスターやライバルが、交互に『?』ブロックを消去するように移動していく。このとき、消したブロックのところに移動する。移動先に壁などの障害物があった場合、1回ミスとなり、相手のターンに移行する。ゲームの目的は、基本的に「相手より早く迷路を脱出すること」にある。スタート地点とゴール地点が明白である分、非常に簡単なゲームシステムとなっており、1回当たりのプレイ時間は非常に短くなるように設計されている。
対戦を重視した作りであり、通信ケーブルを使った2人対戦のほか、1台での2人対戦も可能である。

### モード
めいろバトル
コンピュータやライバルと、どちらが先にめいろのゴール地点に辿り着くかを競争するモード。めいろデザインモードで製作しためいろを使用できる。
めいろクエスト
めいろクエストモードには、以下の3つの種類がある。
- まおうをたおそう
- ひめをすくえ
- たからをもとめて

「まおうをたおそう」モードは、1から順番にレベルが分かれている。レベル1のボスを倒すと、次のレベルに自動的に移行する。これは、ボスのダンジョンの脇にある数字から読み取れる。
「ひめをすくえ」モードは、ライバルと競争し、どちらがひめをすくうことが出来るかというモードである。1つのダンジョンをクリアすると、ひめをさがすことが出来るが、見つからない場合もある。ダンジョンごとにレベルが設定されている。
「たからをもとめて」モードは、ダンジョン内に落ちている宝箱中のたからを自動的にスコアに換算し、スタート地点の城により高いスコアで帰還することが目的。なお、途中で1回でも敵に負けてしまうと、スコアは0となってしまう。
めいろデザイン
このモードでは、めいろを製作することが出来る。「じどうでつくる」という、自動製作機能も付属している。なお、正常にゴールできないようなめいろを製作した場合、めいろとしてセーブすることが出来ない。

### 戦闘システム
「じゃんけん」のようなシステムを採用している。「あいこ」は、敵キャラクター「みみっく」以外、双方がダメージを受け、「みみっく」に対しては、「みみっく」の勝ち扱いとなる。勝った場合、相手にダメージを与えることが出来る。先に体力ゲージがなくなったほうが負けだが、ゲームの特性上、相打ちの場合もありえる。
相打ちの場合は、プレイヤーキャラクター同士なら、お互い休みで相手のターンになり、敵キャラクターとの戦いなら、敵キャラクターは消滅し、自分は1回休みとなる。

### アイテム
アイテムは、店でスコアを消費して購入したり、ダンジョン中の宝箱から入手できる。最初から、「ぼすまえいどう」1つと「せいめいほけん」2つを所持している。アイテムには、戦闘中に使えるものと、非戦闘中に使えるものの2種類に大別される。

## 評価
ゲーム誌『ファミコン通信』の「クロスレビュー」では合計24点（満40点）、『ファミリーコンピュータMagazine』の読者投票による「ゲーム通信簿」での評価は以下の通りとなっており、21.2点（満30点）となっている。
| 項目 | キャラクタ | 音楽 | お買得度 | 操作性 | 熱中度 | オリジナリティ | 総合 |
| 得点 | 3.9        | 3.4  | 3.4      | 3.2    | 3.7    | 3.6            | 21.2 |